# 브리유니 협정
브리유니 협정(크로아티아어: Brijunska deklaracija, 세르비아어: Brionska deklaracija, 슬로베니아어: Brijonska deklaracija)은 유럽 공동체(EC)의 정치적 중재 하에 슬로베니아, 크로아티아, 유고슬라비아 사회주의 연방공화국 세 대표가 1991년 7월 7일 크로아티아의 브리유니섬에서 회담을 가진 후 서명한 문서이다. 브리오니 협정, 브리유니 선언, 브리오니 선언이라고도 한다. 이 협정에선 유고슬라비아의 미래에 대해 향후 협상을 진행할 수 있는 환경을 만들고자 했다. 유고슬라비아의 총리 안테 마르코비치는 유고슬라비아 연방공화국을 존속시키러 했으나 고립되었고 슬로베니아는 연방의 영향력에서 완전히 벗어났다. 이 협정으로 유고슬라비아 인민군(JNA)은 크로아티아 전쟁에 집중하게 되었으며, 국제 국경을 다시 그리는 선례를 만들었으며 유럽 공동체가 유고슬라비아 위기 사태에 관심을 가지게 된다.
브리유니 협정으로 슬로베니아와 유고슬라비아 인민군 간에 일어나던 열흘 전쟁이 종식되었다. 슬로베니아와 크로아티아는 6월 25일에 한 독립 선언을 3개월간 보류 기간을 가지기로 합의하였다. 이 외에도, 브리유니 협정에서는 슬로베니아 국경의 국경 통제 및 세관 통과 문제, 항공 교통 관제 문제, 전쟁 포로 교환 문제를 합의하였다. 또한 슬로베니아에서 협정 이행을 감시하기 위한 유럽 공동체 감시 임무를 수행, 파견하기로 하였다. 협정 체결 11일 후, 유고슬라비아 연방 정부는 슬로베니아에서 유고슬라비아 인민군 병력을 철수시켰다. 하지만 이와 반대로 크로아티아의 전쟁엔 영향을 주지 못하고 계속 분쟁이 이어졌다.

## 배경
1991년 6월 23일, 슬로베니아와 크로아티아가 유고슬라비아의 해체 과정 중 독립 선언을 할 준비를 하면서, 유럽 공동체 외무장관은 EC 회원국은 양 국을 국가승인하지 않을 것이라 발표했다. 유럽 공동체는 독립선언을 일방적인 움직임으로 보고 유고슬라비아 연방이 존속할 수 있도록 협상을 중재했다. 이와 동시에 EC는 슬로베니아, 크로아티아와의 직접적인 외교 교류를 중지하였다. 유고슬라비아 정부에선 환영하는 의사를 밝혔다. 슬로베니아와 크로아티아는 6월 25일 독립을 선언하였으며 이 다음날부터 유고슬라비아 인민군이 슬로베니아 내로 배치되기 시작했다. 6월 27일에는 유고슬라비아 인민군과 슬로베니아 국토방위군(TDS)이 슬로베니아 국경 지역 통제권을 가지고 충돌하기 시작하면서 열흘 전쟁이 시작하였다.
6월 말에서 7월 초 사이 EC 협상단 3명이 유고슬라비아 지역을 세 차례 방문하면서 정치 협상을 중재하며 추가 협상이 이어졌다. 대표단엔 룩셈부르크 외무부 장관이자 부총리인 자크퀴스 푸스, 유럽 연합 이사회 의장국 이탈리아 대표인 지아니 데 미첼리스, 네덜란드 대표 한스 판 덴 브로크로 구성되었다. 대표단이 베오그라드로 가기 직전 공항에서 열린 기자회견에서 푸스는 유럽 공동체가 이 위기를 책임질 것이라고 말했다. 대표단과 만난 세르비아 대통령 슬로보단 밀로셰비치는 크로아티아 내엔 세르비아인 60만명이 살고 있으며 이 때문에 유고슬라비아에서 크로아티아가 독립할 가능성을 일축하였다.
6월 29일, 크로아티아와 슬로베니아는 협상 합의를 위해 독립선언을 일시적으로 보류하는 데에 합의했다. 유럽 공동체 대표단은 세르비아가 6월 30일 유고슬라비아 대통령의 크로아티아계 대표인 스체판 메시치를 대통령위원회 의장에 임명하는 것에 반대하지 않기로 중재하면서 협상에 진전을 보였다. 유고슬라비아 인민군이 슬로베니아로 철수하여 막사로 돌아가면서 합의가 진전을 이룬 것처럼 보였다. 7월 1일, 유럽 공동체 의장직에 네덜란드에 이어 포르투갈이 맡으면서 미첼리스 대신 포르투갈 외무부 장관인 조아오 데 데우스 핀헤이로로 대표단이 교체되었다.

## 브리유니 회담
유럽 공동체의 중재 결과, 크로아티아의 브리유니섬에서 유럽 공동체, 크로아티아, 슬로베니아, 세르비아, 유고슬라비아 정부 사이 중재 협상이 열렸다. 브리유니 회담은 7월 7일 시작하였다. 반 덴 브로크가 이끄는 유럽 공동체 대표단 외에도 유고슬라비아의 대통령 8명 중 5명인 스체판 메시치(크로아티아), 보기치 보기체비치(보스니아), 야네즈 드르노브셰크(슬로베니아), 브란코 코스티치(몬테네그로), 바실 투푸르코브스키(마케도니아)가 참여했다. 이외에도 유고슬라비아의 총리인 안테 마르코비치, 유고슬라비아 연방 외무부 장관 부디미르 론차르, 내무부 장관 페타르 그라차닌, 국방차관이자 부제독인 스타네 브로베트도 참여했다. 크로아티아 대표엔 크로아티아의 대통령 프라뇨 투지만이, 슬로베니아 대표엔 슬로베니아의 대통령 밀란 쿠찬이 참여했다. 세르비아 측에선 참석을 거부한 밀로셰비치 대신 6월 15일 연방 대통령직 세르비아계 대표에 사임한 사람인 보리사브 요비치가 참석했다. 오전 8시부터 유럽 공동체 대표단은 쿠챤 및 슬로베니아 대표단과 별도 협의를, 그 다음엔 투지만 및 크로아티아 대표단과 협의를, 마지막으로 요비치와 각각 회담을 가졌다. 오후에는 슬로베니아, 크로아티아, 유고슬라비아 대표단이 참여한 가운데 본회의가 열렸으나 요비치는 회담에 불만족스러워했다.
협정은 7월 5일 헤이그의 유럽 공동체 이사회에서 준비하였다. 이 협정 문서엔 공동선언 및 유고슬라비아 감시 임무를 위한 정치적 협상 및 지침 협의를 위한 환경 조성을 서술한 부속문서 2개로 이뤄져 있었다. 브리오니 협정 또는 브리오니 선언으로 잘 알려진 이 협정문서에선 유고슬라비아 인민군과 국토방위군은 전부 기지 내로 돌아가며, 슬로베니아 정부는 슬로베니아 국경만 통제하며 슬로베니아 및 크로아티아 양국은 독립선언 이후 3개월간 모든 독립과 관련된 활동을 중지해야 한다고 명시했다. 브리유니 협정으로 수립된 감시 임무에선 슬로베니아의 유고슬라비아 인민군과 국토방위군의 철수를 모니터링하였으며 나중엔 슬로베니아 내에서 모든 유고슬라비아 인민군이 철수하였다.

## 여파
브리유니 협정은 합의가 거의 이루어지지 못했고 서명국들마다 합의를 서로 다르게 해석했지만, 그래도 유고슬라비아 지역에 대해 유럽 공동체의 관심을 환기시켰고 7월 10일 헤이그에서 유고슬라비아 문제에 대한 첫 유럽 공동체 회담이 열렸다. 이 회담에선 슬로베니아 내 막사에서의 군사적 대립을 약화시켰고 슬로베니아의 유고슬라비아 인민군 철수 협상에 대해서 슬로베니아와 인민군 사이 협상을 중재하는데 큰 진전을 보였다. 크로아티아에서는 협정이 체결된 같은 날 저녁에 유고슬라비아 인민군이 오시예크를 포격하는 등 무장 충돌이 계속되었다. 연방 대통령은 슬로베니아의 브리유니 협정 수행에 반응하여 7월 18일까지 유고슬라비아 인민군을 슬로베니아에서 철수시키도록 명령했다. 유럽 공동체의 감시 임무는 9월 1일 크로아티아로 확대되었다. 9월 중순부턴 크로아티아 국가방위군과 경찰이 유고슬라비아 인민군 막사를 봉쇄하고 이에 유고슬라비아 인민군이 크로아티아 내로 공세를 펼치면서 전쟁이 격화되었다.
브리유니 협정으로 연방을 존속시키러는 마르코비치는 고립되었으나 반 덴 브로크를 위시한 대표단이 이를 무시하고 유럽 공동체 총재는 암묵적으로 사실상 유고슬라비아 해체를 말하면서 연방 존속은 불가능해졌다. 이 협정으로 유고슬라비아 연방 존속을 위해 싸운 유고슬라비아 인민군의 지도부의 일부 권한이 줄어들었다. 또한 크로아티아에서는 유고슬라비아 인민군과 세르비아계 군사가 계속 남아있어서 불리했다. 슬로베니아에서는 연방 정부, 특히 유고 인민군의 영향이 완전히 없어졌으며 세르비아 민족주의자에겐 하나의 목표를 달성하였고 국제 국경을 다시 그릴 수 있게 되었다. 미국의 저널리스트 사브리나 P. 라메트는 1991년 1월 쿠챤과 밀로셰비치 사이 합의를 통해 밀로셰비치는 슬로베니아의 독립에 세르비아가 반대하지 않을 것이라 합의를 보았다고 적었다. 이에 쿠챤은 대신 밀로셰비치의 대세르비아 수립에 대한 이해에 공감을 표했다.
이 시기 유럽 공동체는 브리유니 협정이 위기를 완화시키는 방법이라고 보았으나 협정이 말하는 완전한 분쟁 종식에 해당하는 세르비아의 국가 대전략이 수정되지는 않았다.

## 참고 문헌
서적
- Ahrens, Geert-Hinrich (2007). 《Diplomacy on the Edge: Containment of Ethnic Conflict and the Minorities Working Group of the Conferences on Yugoslavia》. Washington, D.C.: Woodrow Wilson Center Press. ISBN 9780801885570.
- Central Intelligence Agency, Office of Russian and European Analysis (2002). 《Balkan Battlegrounds: A Military History of the Yugoslav Conflict, 1990–1995》. Washington, D.C.: Central Intelligence Agency. ISBN 9780160664724. OCLC 50396958.
- Libal, Michael (1997). 《Limits of Persuasion: Germany and the Yugoslav Crisis, 1991–1992》. Westport, Connecticut: Greenwood Publishing Group. ISBN 9780275957988.
- Mesić, Stjepan (2004). 《The Demise of Yugoslavia: A Political Memoir》. Budapest, Hungary: Central European University Press. ISBN 9789639241817.
- O'Shea, Brendan (2005). 《The Modern Yugoslave Conflict 1991–1995: Perception, Deception and Dishonesty》. London, England: Routledge. ISBN 9780415357050.
- Sharp, Jane M. O. (1997). 《Honest Broker Or Perfidious Albion?: British Policy in Former Yugoslavia》. London, England: Institute for Public Policy Research. ISBN 9781860300158.
- Stokes, Gale (2009). 〈Independence and the Fate of Minorities, 1991–1992〉.   Ingrao, Charles W.; Emmert, Thomas Allan. 《Confronting the Yugoslav Controversies: A Scholars' Initiative》. West Lafayette, Indiana: Purdue University Press. 83–114쪽. ISBN 9781557535337.
- Valentić, Mirko (2010). 《Rat protiv Hrvatske: 1991. – 1995.; velikosrpski projekti od ideje do realizacije》 [War Against Croatia: 1991–1995; Greater Serbia Projects from Inception to Implementation] (크로아티아어). Slavonski Brod, Croatia: Croatian Institute of History, Department for the History of Slavonia, Srijem and Baranja. ISBN 9789536659517.
- Woodward, Susan L. (1995). 《Balkan Tragedy: Chaos and Dissolution After the Cold War》. Washington, D.C.: Brookings Institution Press. ISBN 9780815795131.

기타 문헌
- “Brioni Declaration – July 18, 1991” (PDF). Uppsala Conflict Data Program.  8 July 1991. 2012년 3월 14일에 원본 문서 (PDF)에서 보존된 문서. 2019년 2월 5일에 확인함.
- Miškulin, Ivica (October 2010). “"Sladoled i sunce" – Promatračka misija Europske zajednice i Hrvatska, 1991.–1995.” ["Ice cream and sun" – European Community Monitor Mission and Croatia, 1991–1995]. 《Journal of Contemporary History》 (크로아티아어) (Croatian Institute of History) 42 (2): 299–337. ISSN 0590-9597.